# 須藤隆仙
須藤 隆仙（すどう りゅうせん、1929年11月28日 - 2018年12月12日）は、浄土宗の僧侶、歴史家、民俗学者、宗教学者。

## 来歴
北海道上磯町（現在の北斗市）にて生まれる。大正大学仏教学部卒業。中外日報函館支局長などを経て、函館市称名寺住職。南北海道の歴史を中心に多くの著作をなした。
2018年12月12日、肺炎のため死去。満89歳没。

## 著書
- 『北海道と宗教人』教学研究会、1965年
- 『日本仏教の北限』教学研究会、1966年
- 『函館のおいたち』みやま書房、1968年
- 『えぞ切支丹史』ぷやら新書刊行会、1969年
- 『北の夜話 道南伝説の旅』（「須藤たかし」名義）みやま書房〈みやま文庫〉、1970年
- 『南北海道を中心とする伝説考』山音文学会出版部、1970年
- 『北海道の伝説』山音文学会、1971年
- 『経典の知識100』新人物往来社、1978年
- 『函館の歴史』東洋書院、1980年
- 『道南意外史』南北海道史研究会、1982年
- 『仏教故事名言辞典』新人物往来社、1982年
- 『宗教人石川啄木』みやま書房、1986年
- 『高田屋嘉兵衛 日露交渉の先駆者』国書刊行会、1989年
- 『青函文化史 初めて綴られた日本北辺の文化動向』東洋書院、1992年
- 『仏教用語事典』新人物往来社、1993年
- 『極楽浄土 生も死も悦べる世界』渓水社、1994年
- 『仏教ことわざ事典』新人物往来社、1995年
- 『仏教四文字熟語辞典』新人物往来社、1998年
- 『世界宗教用語大事典』新人物往来社、2004年
- 『仏教名言名句事典』新人物往来社、2008年
- 『箱館開港物語』北海道新聞社、2009年
- 『中世史の中の函館 合同公開講座函館学2009』キャンパス・コンソーシアム函館・事務局〈函館学ブックレット〉、2010年

### 共編著
- 『写真集明治大正昭和函館 ふるさとの想い出5』（編） 国書刊行会、1978年
- 『函館の1000年 写真図説』（編著）国書刊行会、1982年
- 『箱館戦争のすべて』（編）新人物往来社、1984年
- 『箱館戦争史料集』（編）新人物往来社、1996年
- 『高田屋嘉兵衛のすべて』（好川之範との共編）新人物往来社、2008年